# 公孙朝 (楚国)
公孙朝（？—？），羋姓，名朝，春秋末期楚国的大臣，令尹子西之子，楚平王之孫，公孙宁的兄弟。
前478年，楚惠王派公孙朝攻打陈国，七月己卯，舜之后裔的陈国彻底灭亡。